# PREMIUM YOUNIQUE LIFESTYLE
PYL（PREMIUM YOUNIQUE LIFESTYLE または PREMIUM YOUTH LAB）とは、韓国の現代自動車が韓国国内で展開する若者向けプレミアムブランドである。

## 概要
当初は「Premium Youth Lab」の略称であったが、i40登場後「PREMIUM YOUNIQUE（YOU+UNIQUEの造語） LIFESTYLE」に改称されている。なお、YOUNIQUEとはYOU+UNIQUEの造語である。同様に若者向けブランドとされる北米トヨタのサイオンとは違い、あくまでヒュンダイブランド車として販売されている模様。トゥーソンiXやアヴァンテにも設定があることからPYLのみの方針ではないと思われるが、ヴェロスターには｢TUIX｣というブランドで純正カスタムパーツが用意されている。

## 対象車種
- 第1弾：ヴェロスター
- 第2弾：i30（GD）
- 第3弾：i40

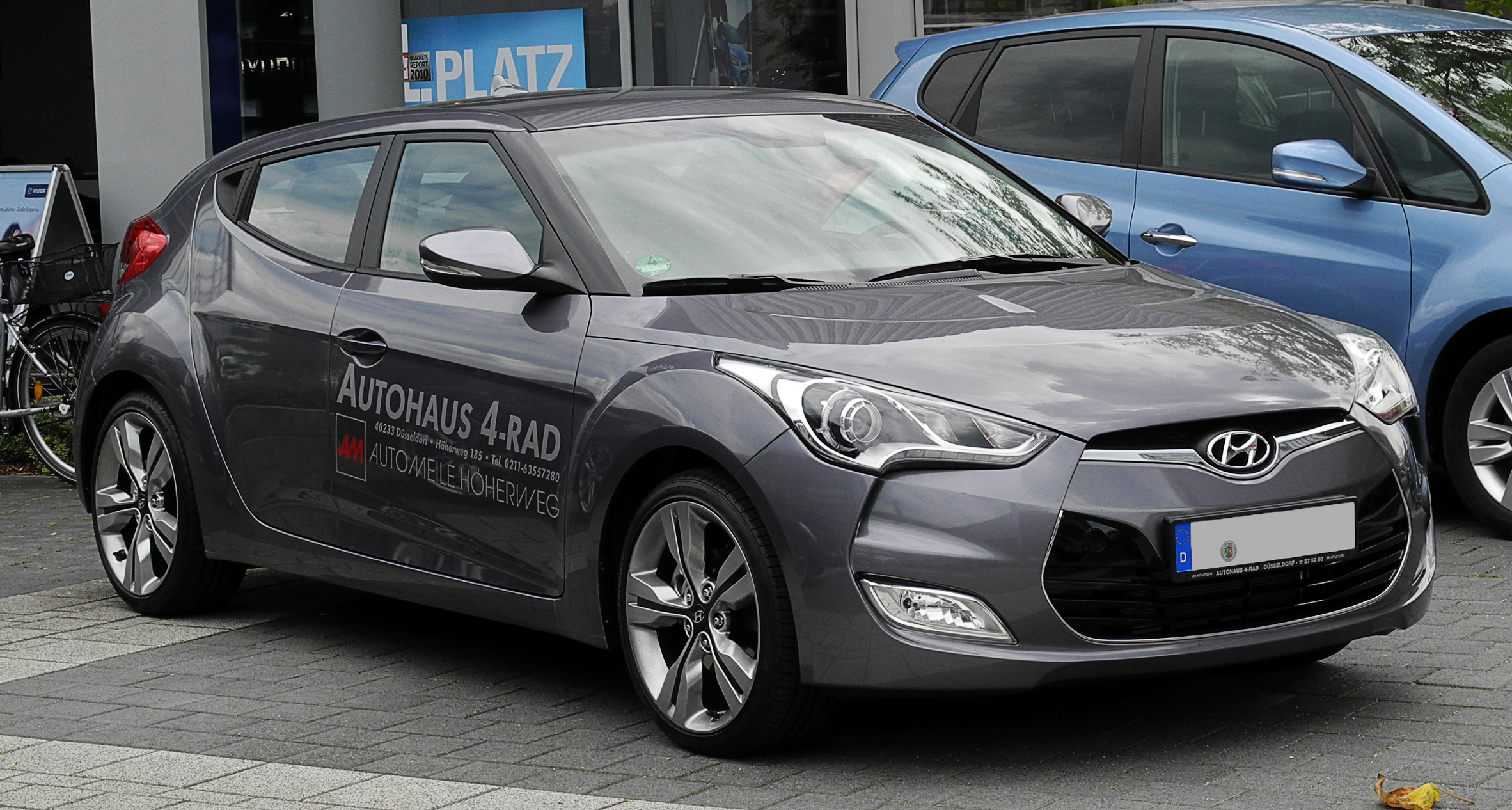
ヴェロスター
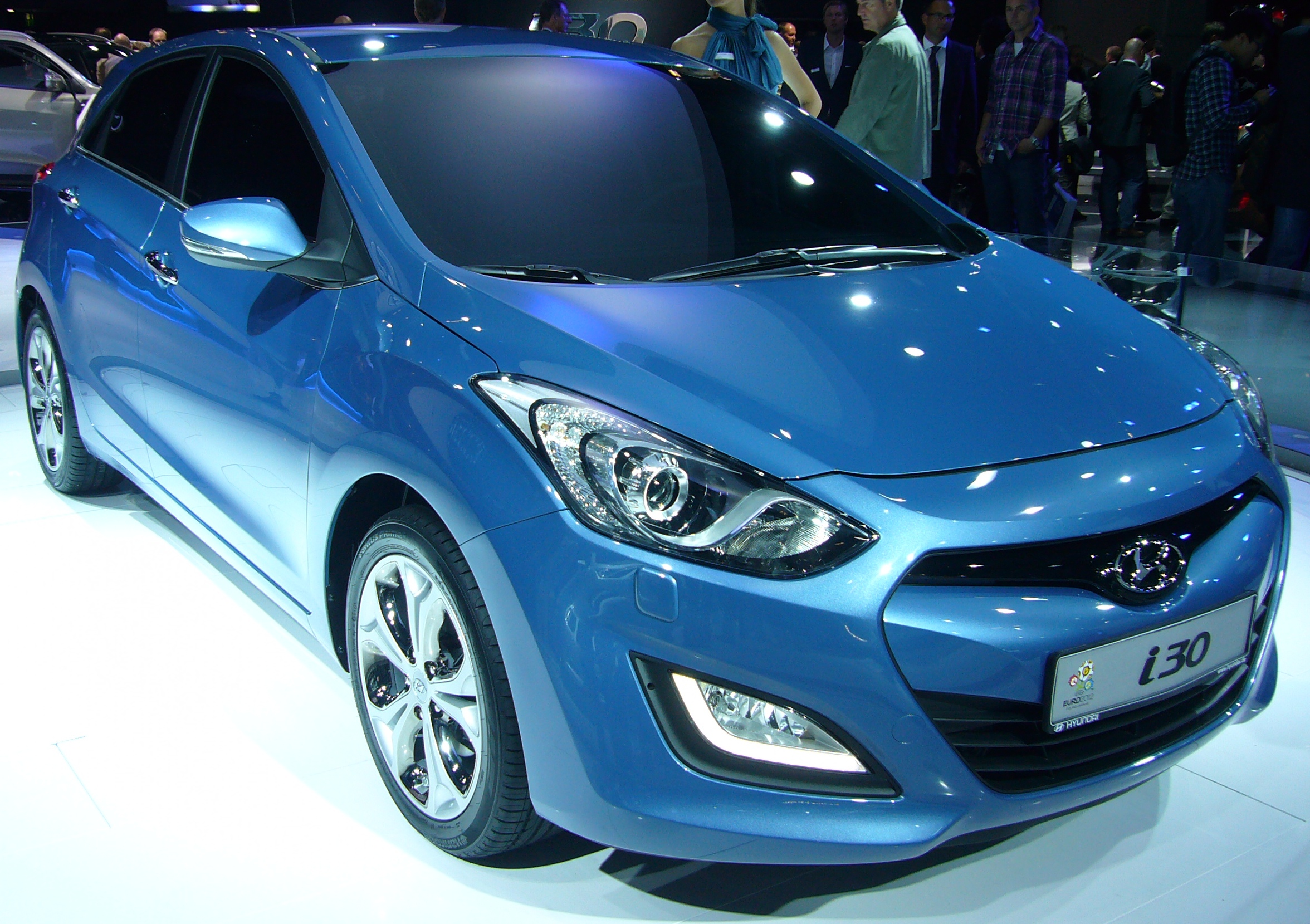
i30(GD)
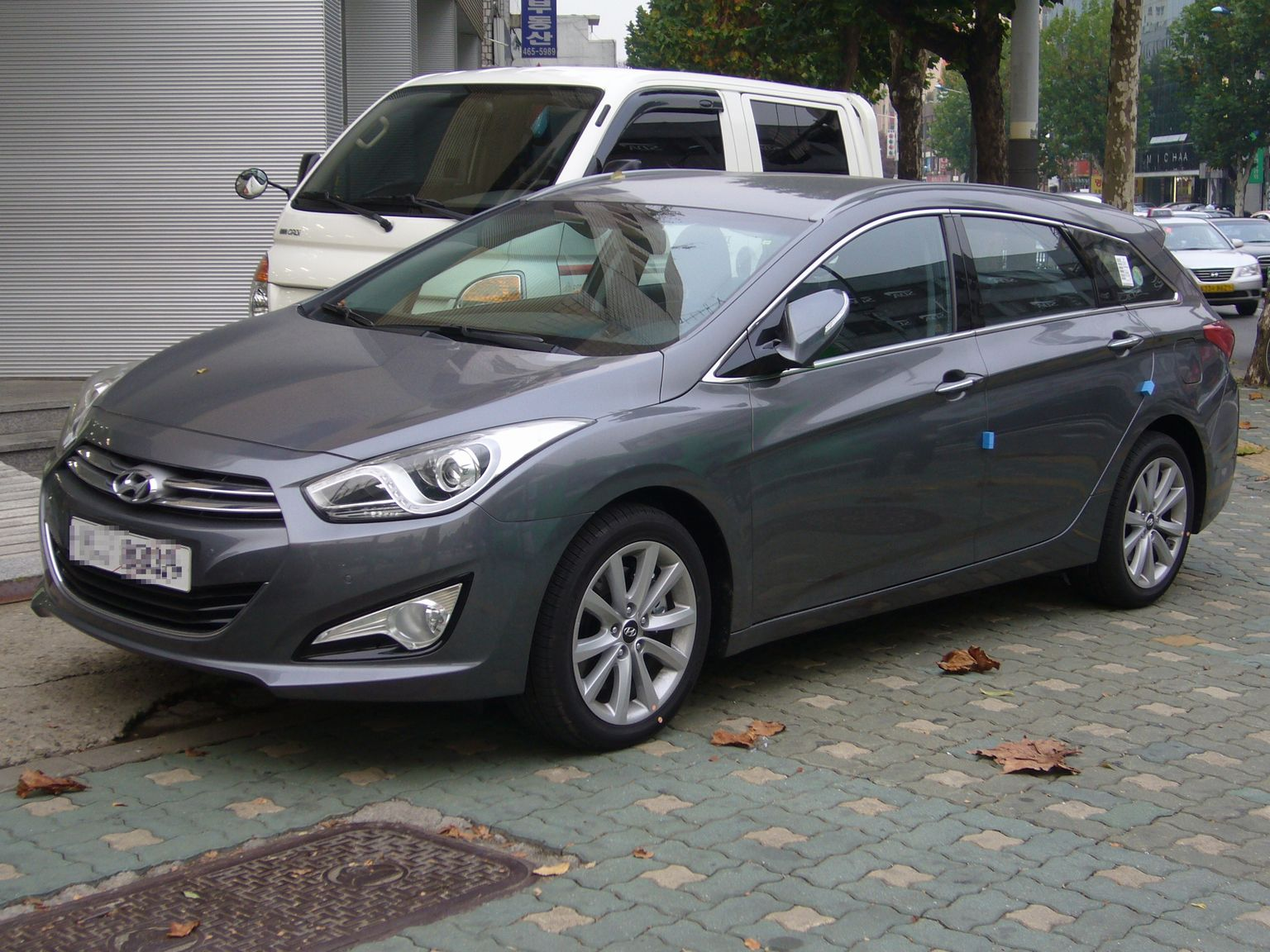
i40